# Gorillaz (album)
Gorillaz is het debuutalbum van de virtuele popgroep Gorillaz. Het werd uitgebracht op 26 maart 2001. Het album kreeg een (zelf ingetrokken) nominatie voor de Mercury Music Prize en werd meer dan zeven miljoen keer verkocht.

## Opnamen
Damon Albarn begon in de periode 1998-1999 aan het schrijven van de eerste Gorillaz-nummers. Er ontstonden toen enkele demo's waaronder die van "Tomorrow Comes Today". Na het voltooien van de demo's schreven Albarn en Jamie Hewlett hun virtuele band in bij Parlophone Records, onderdeel van EMI. Dit was het startsein voor het produceren van een geheel album, dat plaats ging vinden in Albarns Londense Studio 13. Hierbij riep hij als eerste de hulp in van engineers Jason Cox en Tom Girling. Er werd al vroeg duidelijk dat Albarn voor Gorillaz een groot aantal muziekstijlen wilden combineren. Hij voelde dat hij als blank persoon bijvoorbeeld aan hip-hop en reggae kon beginnen, doordat hij zich achter een groep stripfiguren kon 'verschuilen'.
Begin 2000 was het grootste deel van het album af. Albarn vroeg producer Dan the Automator om de productie-kant te regelen. Er werden hiphop-beats toegevoegd en Dan the Automator vroeg zijn vriend Kid Koala om enkele scratches toe te voegen. Ook werden er opnamen gemaakt met Tina Weymouth, Ibrahim Ferrer en Del tha Funkee Homosapien. Later in het voorjaar van 2000 gingen Albarn, Dan the Automator, Cox, Girling en Miho Hatori naar Jamaica om het album te mixen en de laatste vocalen toe te voegen.

## Uitgave
Het album was een 'enhanced cd'. Als de gebruiker de cd in een computer plaatste, verschenen er extra mogelijkheden voor gorillaz.com die voor gewone gebruikers niet toegankelijk waren. Een van die onderdelen was Murdoc's Winnebago. Ook aanwezig op de cd waren screensavers en wallpapers. Alle visuele elementen werden ontwikkeld door Hewlett.

### Promotie
In januari 2001 ging de video voor "Clint Eastwood" in première. Promotie voor Gorillaz volgde in de maanden erna: er verschenen interviews met zowel de virtuele bandleden als de echte leden en de band verscheen op de cover van NME. Dit allemaal ter voorbereiding van het uitbrengen van "Clint Eastwood" op 5 maart en het album zelf op 26 maart in het Verenigd Koninkrijk. Gorillaz werd op 11 april in Japan en op 19 juni in de Verenigde Staten uitgebracht. Na "Clint Eastwood" verschenen er nog drie singles: "19-2000", "Rock the House" en "Tomorrow Comes Today". In het Verenigd Koninkrijk haalde Gorillaz de derde plaats in de Britse Album Chart.
In juli 2001 werd Gorillaz genomineerd voor de jaarlijkse Mercury Music Prize. Het album werd door de bookmakers al gauw bestempeld tot favoriet. Na bekendmaking van de nominatie werd deze echter geweigerd door de band. Het commentaar van virtueel bandlid Murdoc Niccals was: "Mercury Award? Klinkt zwaar, man! Klinkt net als het dragen van een dode albatros voor de rest van je leven. Nee bedankt! Nomineer maar een andere Muppet." De Mercury Prize werd uiteindelijk gewonnen door PJ Harvey.

## Nummers
1. "Re-Hash" – 3:38
2. "5/4" – 2:41
3. "Tomorrow Comes Today" – 3:13
4. "New Genius (Brother)" – 3:57
5. "Clint Eastwood" – 5:41
6. "Man Research (Clapper)" – 4:29
7. "Punk" – 1:36
8. "Sound Check (Gravity)" – 4:40
9. "Double Bass" – 4:44
10. "Rock the House" – 4:09
11. "19-2000" – 3:27
12. "Latin Simone (¿Qué Pasa Contigo?)" – 3:36
13. "Starshine" – 3:31
14. "Slow Country" – 3:35
15. "M1 A1" – 3:55

### Bonusnummers
- "Clint Eastwood (Ed Case Remix)", geheim bonusnummer op vrijwel alle uitgaven) – 4:29
- "19-2000 (Soulchild remix)", bonusnummer op Europese uitgave en heruitgave) – 3:30
- "Dracula" (bonusnummer op Amerikaanse uitgave) – 3:42
- "Left Hand Suzuki Method" (bonusnummer op Amerikaanse uitgave) – 3:09

## Medewerkers
| - Damon Albarn - zang, gitaar, keyboard, teksten - Dan the Automator - producer - Jamie Hewlett - visuele elementen - Jason Cox - engineer - Tom Girling - engineer - Toby Whelan - assistent-engineer - Kid Koala - scratches | - Miho Hatori - zang - Junior Dan / Dan Left Hand - basgitaar - Tina Weymouth - zang op "19-2000" - Ibrahim Ferrer - zang op "Latin Simone (¿Qué Pasa Contigo?)" - Phi Life Cypher - rap op "Clint Eastwood (Ed Case Remix)" - Sweetie Irie - rap op "Clint Eastwood (Ed Case Remix)" - Del tha Funkee Homosapien - rap op "Clint Eastwood en "Rock the House" |

Damon Albarn · Jamie Hewlett